# オトカル王の杖
『オトカル王の杖』（オトカルおうのつえ、フランス語: Le Sceptre d'Ottokar）は、ベルギーの漫画家エルジェによる漫画（バンド・デシネ）、タンタンの冒険シリーズの8作目である。ベルギーの保守紙『20世紀新聞』 （Le Vingtième Siècle）の子供向け付録誌『20世紀子ども新聞』（Le Petit Vingtième）にて1938年8月から1939年8月まで毎週連載されていた。当初はモノクロであったが、1943年に著者本人によってカラー化された。ベルギー人の少年タンタンが愛犬スノーウィと共に、東欧の架空の小国シルダビアを訪れ、王権の象徴である杖（王笏）を奪い、現国王を廃位させようとする巨大な陰謀と戦う。
本作はナチス・ドイツの拡張主義、特に1938年のオーストリア併合を風刺することをテーマに構想された。もともと対ナチスをテーマに東欧を舞台とすることは第6作目『かけた耳』（1937年）の次の話として企画していたものであった。ベルギー自身もナチスの脅威に晒されている中での執筆であり、風刺作品として批評家からの評価も高い。本作に登場したシルダビアはその後もたびたび登場し、シリーズに登場する架空の国として知られ、ファンが架空の言語シルダビア語を創作するといった遊びも起こった。また、サブレギュラーとなるカスタフィオーレ夫人の初登場作品でもある。
次作（後の『燃える水の国』）の連載中にナチスによるベルギー占領が起こって連載は中断せざるを得なくなり、本作が『20世紀子ども新聞』に連載され、完結した最後の作品となった。1947年にはリーニュクレールの技法を用いたカラー版が出版された。また、1956年のアニメ『エルジェのタンタンの冒険』及び、1991年にはカナダのアニメーション製作会社のネルバナとフランスのEllipseによるテレビアニメシリーズ『タンタンの冒険』において映像化されている。
日本語版は、1999年にカラー版を底本にして福音館書店より出版された（川口恵子訳）。

## あらすじ
タンタンは、公園を散歩している最中に茶封筒の落とし物を発見した縁で、その持ち主である紋章学者のネストル・アランビク教授と知り合う。アランビクはバルカン半島にある歴史ある小国・シルダビア王国を訪れる予定であったが、タンタンはその背後で彼を狙う怪しい男たちの存在に気づく。やがて男たちはタンタンの命も狙い始めるが、デュポンとデュボンのおかげで助かる。タンタンは、一連の出来事がシルダビアの情勢と何か関係があると推理し、その調査のためアランビクに同行することを決める。
同地に向かう飛行機の中で、アランビクの言動に違和感を持ったタンタンは、彼が偽者にすり替わっていると疑う。そうした中でシルダビアについて説明するパンフレットを読んだタンタンは、中世から続くシルダビア王権の象徴である王笏「オトカル王の杖」のことを知る。国王は聖ウラジーミルの日にこの杖を国民に見せる必要があり、ここからタンタンは現国王ムスカル12世の廃位を狙う者たちが杖を盗もうとしていると推理する。飛行機はシルダビアに到着するも、タンタンは機長によって上空から強制的に機外に放り出されてしまう。タンタンは地元の警察に助けを求めるも、彼らも反逆者と裏で通じていることが判明した。タンタンは警官たちに追い回される過程で首都クロウに向かうカスタフィオーレ夫人と知り合い、彼女の車に同乗させてもらったことで間一髪逃げ延び、道中何度も命を狙われながらもようやくクロウにたどり着く。国王の側近であるボリス侍従長に陰謀のことを訴え出るも、ボリスも反逆者一味であった。一方、アランビクの偽者は紋章学上の調査として、王城の宝物庫に入ることを許される。その後、タンタンはムスカル12世との対面を果たし、杖が狙われていることを直接警告して、直ちに衛兵と共に宝物庫に駆けつけるが、杖は既に盗み出されていた。しかし、衛兵の報告によると、アランビクはカメラ以外の物は所持しておらず、杖らしきものはなかったという。
現地にやってきたデュポンとデュボンの協力も得て、タンタンは宝物庫を調査し、盗み出されたトリックを暴く。それにより杖を盗んだ犯人一味を追いかけ、今回の事件の黒幕であった隣の大国ボルドリアに杖が持ち込まれる寸前で杖を奪還することに成功する。その時に得たメモから、今回の反逆事件の首謀者が、ボルドリアによるシルダビア併合を望む、急進派の政治家・ムットラーであることも判明する。聖ウラジーミルの日の式典が迫る中、急いで王都に戻るため、タンタンは国境付近のボルドリアの航空基地より戦闘機を盗む。勘違いしたシルダビア軍に撃墜されるなどのトラブルも受けながら、何とか間に合い、タンタンはムスカル12世に杖を渡す。この活躍に対し、ムスカル12世は外国人であるタンタンに最高勲章を与えて迎える。
その後、ムットラーは逮捕され、本物のアランビクも救出された。また彼の偽者の正体はその双子の兄弟であった。

## 歴史

### 執筆背景

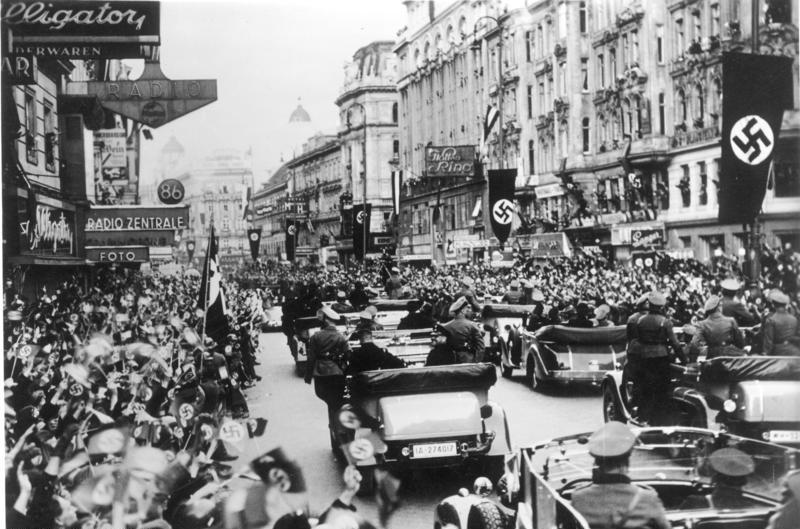
ナチス・ドイツによるオーストリア併合（アンシュルス）を喜ぶウィーンの民衆たち。

作者のエルジェ（本名：ジョルジュ・レミ）は、故郷ブリュッセルにあったローマ・カトリック系の保守紙『20世紀新聞』（Le Vingtième Siècle）で働いており、同紙の子供向け付録誌『20世紀子ども新聞』（Le Petit Vingtième）の編集とイラストレーターを兼ねていた。1929年、エルジェの代表作となる、架空のベルギー人の少年記者・タンタンの活躍を描く『タンタンの冒険』の連載が始まった。
シリーズ第8作目となる本作の構想にあたっては、1930年代当時に現在進行形で起こっていたナチス・ドイツの拡張主義が背景にあり、特に1938年3月に起きたオーストリア併合（アンシュルス）の影響を受けている。連載中もナチスの動きは活発であり、10月にはミュンヘン会談とズデーテン割譲が起きるなど、ナチスによるベルギーの主権に対する脅威はますます高まっていった。
なお、過去作『青い蓮』（1936年）において1931年の日本による中国侵略（満州事変）を題材としたように、現在起こっている政治問題をテーマにすることは初めての試みではなかった。
エルジェは今回の基本的な物語のアイデアは友人から得たものだと述べている。
彼の伝記を書いたブノワ・ペータースは、この友人とは、学生時代やスカウト活動を共にし、ドイツとの第二次戦争を何年も警告していたフィリップ・ジェラールの可能性が最も高いという説を唱えている。
また、タンタン研究者の中には、本作に登場した架空の国シルダビアとボルドリアという名前も、エルジェ本人が創作したものではないという説を提唱している者もいる。
それによれば、1937年に『British Journal of Psychology』誌に掲載された、ルイス・フライ・リチャードソンによる国家間紛争を数学的に分析した論文に由来し、小国と併合国の間の仮想的な紛争について述べられている部分で、これら国名が登場したという。
ペータースはこの説をGeorges Laurenceauによるものとし、その上で「その情報源を確認した研究者はいない」と指摘した。彼の調査によれば、リチャードソンの論文は、1939年に『The British Journal of Psychology Monograph Supplements』に掲載された物であり、出版年を考えると本作に影響を与えたとは考えにくい。しかも、ここにはシルダビアやボルドリアの名前は登場しないという。
エルジェは、ナチス・ドイツを風刺するためにボルドリアという国を創作した。
本作の犯人一味の指導者であった親ボルドリア派の政治家ムットラー（Müsstler）の名前は、ファシストで、それぞれ当時イタリアとドイツの指導者であったムッソリーニ（Mussolini）とヒトラー（Hitler）の名を組み合わせたものであった。
またムットラーが率いる急進派政党「鉄衛団（Iron Guard）」は、ルーマニアにおいて、カロル2世を廃位させ、ドイツとの同盟を目指したファシスト政党「鉄衛団」に由来している。
作中に登場するボルドリア人の将校はナチス親衛隊（SS）の軍服を着ており、また終盤でタンタンが奪ったボルドリア軍の戦闘機はオリジナル版ではハインケル He112であり、カラー版ではメッサーシュミット Bf109であった。
ボルドリアが用いた偽旗作戦についてはクルツィオ・マラパルテの『Technique du coup d'Etat（クーデターの技術）』を参考にしたという。

### シルダビアの創作

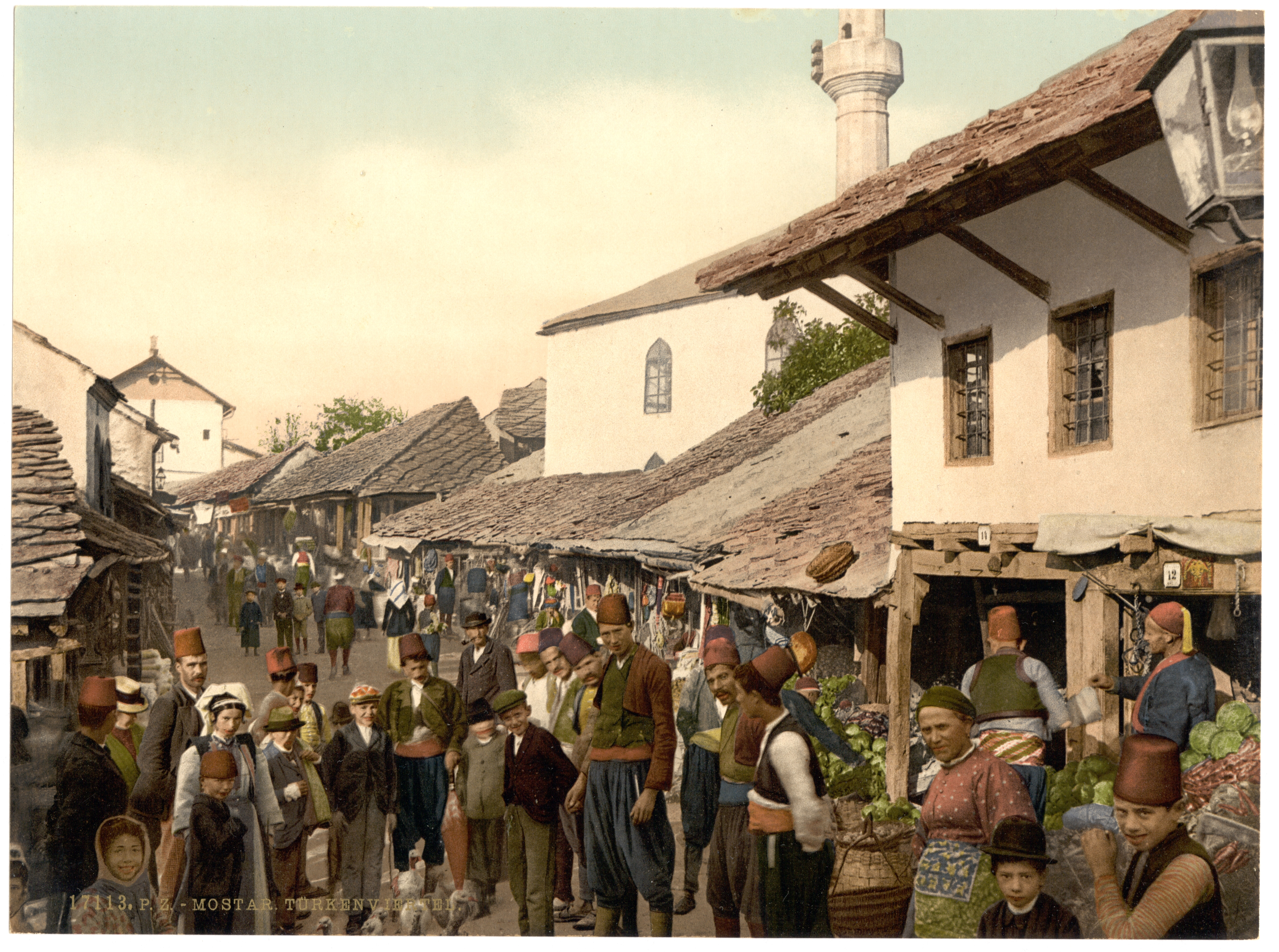
ボスニアの町モスタルを撮影した1890-1900年頃の写真。モスタルは、エルジェがシルダビアの描写の参考にした可能性が高いと指摘されている。

本作の舞台となった架空の東欧の国シルダビア（Syldavia）の描写は、ルーマニアやその近隣のバルカン半島の文化や衣装に影響を受けている。
同地に登場するモスクは、バルカン半島各地にみられるものが参考にされており、赤瓦の屋根とミナレットが特徴のシルダビアの村の外観は、特にボスニアの町モスタルを意識したものと思われる。
地下鉱物資源が豊富とされる設定は、ルーマニアのカルパチア山脈地下にあるウラン鉱脈の比喩と考えられ、後に『目指すは月』において直接言及される。
また、タンタン研究者は、シルダビアの国旗の黒いペリカンが、アルバニア国旗の黒い鷲に類似していること、ルーマニアがヨーロッパにおける唯一のペリカンの生息域であることも共通点として挙げている。
シルダビアという名前は、ルーマニアと歴史的関係の深いトランシルヴァニアとモルダヴィアという2つの地域名からの合成語である可能性がある。
チェコ、スロバキア、ボヘミアの歴史がシルダビアの名前に影響を与え、「オトカル（Ottokar）」という名前は歴代のボヘミア王の名前からインスピレーションを受けたものであった。
ポーランドも参照されており、シルダビアの各地の地名は、ポーランド的な "-ow" という語尾になっており、またシルダビアの歴史は、ポーランドの歴史に類似している。
本作に登場したシルダビア語は、フランス語の構文にマロリアン語の語彙を持ち、想定読者であるブリュッセルの人であれば、それがジョーク言語だとすぐにわかる仕掛けになっていた。
設定上は東欧の国だが、シルダビアは部分的にはベルギーの比喩でもあった。作中に登場した国王ムスカル12世は、当時のベルギー国王レオポルド3世に似ていた。
エルジェが東欧に架空の国を作ろうとしたのは、アンソニー・ホープの『ゼンダ城の虜』（1894年）に登場する架空の国ルリタニア王国に影響を受けた可能性もある。
シルダビア内の多くの場所は、ヨーロッパ各国の既存の場所がベースになっている。例えばクロウ自然史博物館はフンボルト博物館、シルダビアの王宮は、ドイツのシャルロッテンブルク宮殿とブリュッセル王宮をモチーフにしている。
また、クロポウ城は15世紀のスウェーデン王国サヴォ（現在はフィンランド）に建てられたオラヴィ城（オラヴィリンナ）がモデルになっており、さらにカラー版では現ロシアのヴィボルグ城の塔を模した建物が追加された。
ムスカル12世の馬車は、イギリス王室のゴールド・ステート・コーチをモチーフにしたものであった。
また連載中の1939年にイタリアによるアルバニア併合が起きると、エルジェは「シルダビアはアルバニアだ」として、編集者に、この出来事を利用して出版することを求めた。ただ、後にエルジェは自分が考えている国は1つだけだとして、アルバニアがシルダビアのモデルであることは否定した。

### オリジナル版（1938年-1939年）
本作は1938年8月4日から1939年8月10日まで『20世紀子ども新聞』誌上で連載された。当初のタイトルは『Tintin En Syldavie（タンタン シルダビアへ）』であった。
また、1939年5月14日にはフランスのカトリック系紙『Cœurs Vaillants』にも連載された。
そして完結後の1939年にカステルマン社より、『Le Sceptre d'Ottokar（オトカル王の杖）』と改題して、書籍版が出版された。
この書籍版についてはヨーロッパの政治状況を踏まえて、エルジェは出版社の担当者であったシャルル・レスネに装丁作業を急ぐよう要求した。
エルジェが最終稿を届けた日は、独ソ不可侵条約が調印された日であった。
この最終稿には、オリジナル版における表紙、王家の紋章が描かれたタイトルページ、また、20ページ目に描かれた1127年にシルダビアがトルコ人に勝利した「ジレヘロームの戦い」を表わすタペストリーが含まれていた。
改題にあたってはエルジェの当初案では『オトカル4世の杖』であったが、最終的にはカステルマンが現行のタイトルに改めた。
本作にピアニストのイゴール・ワグナーと共に登場したビアンカ・カスタフィオーレ（カスタフィオーレ夫人）は、その後もシリーズにしばしば登場した。
また、敵役の一人であったボリス侍従長（ボリス・ヨルゲン）も、後の『めざすは月』と、その続編『月世界探検』にヨルゲン大佐という名前で再登場する。
本作の後に『20世紀子ども新聞』誌上で連載が始まった『Bientôt Tintin… au pays de l'or noir』（後の『燃える水の国』）は、1940年のドイツによるベルギー占領に伴い、『20世紀子ども新聞』が廃刊となったことで、連載が中断された。
結果として本作が『20世紀子ども新聞』誌上で連載かつ完結を迎えられた最後のシリーズ作品となった。

### カラー化（1947年）
1940年代から1950年代にかけてエルジェの人気が高まると、エルジェはスタジオのチームと共に、今までのモノクロ版をカラーにリニューアルする作業に着手した。この作業ではエルジェが開発したリーニュクレールの技法が用いられた。本作は1947年にカラー化がなされ、カステルマンより出版された。
このカラー版に際しては着色以外にも細かい改変が行われ、また、エルジェ以外にエドガー・P・ジャコブも関わっている。オリジナル版において、シルダビアの衛兵はイギリスのビーフィーターを模した格好であったが、カラー版ではブルガリアの国民衛兵部隊を模したバルカン半島の様式に直されている。
シルダビア王宮のシーンにおいては、ジェイコブスは自身と妻を描き入れ、同じシーンにエルジェ夫妻や、弟ポール、友人ら3名を追加し、カメオ出演させた。
さらにエルジェとジェイコブスは、38ページ目において将校として再度カメオ出演している。
オリジナル版ではネストルという名字であったアレンビック教授は、カラー版ではヘクトルに変更された。これは『なぞのユニコーン号』（1943年）から登場する準レギュラー、執事ネストルとの混同を避けるためであった。

### その後の出版歴
カステルマン社は、1980年に、エルジェ全集の第4部中の1作として、オリジナルのモノクロ版を出版した。その後、さらに1988年にオリジナル版の複製版を出版している。
日本語版は、カラー版を底本に、1999年に川口恵子訳として福音館書店から出版された。福音館版は順番が原作と異なっており、本作はシリーズ17作目という扱いであった。
また、本作はイギリス版として最初に発行されたシリーズ作品であり、同地のコミック誌『イーグル』にて連載された。

## 翻案
1957年にブリュッセルのアニメーションスタジオ、ベルヴィジョン・スタジオによる『エルジェのタンタンの冒険』においてアニメ化された（日本語版は『チンチンの冒険』）。本作がタンタンシリーズにおいて最初にアニメ化された作品となった。1話5分、全6話構成のモノクロ作品であり、原作からはかなり改変がなされていた。
1991年から1992年に掛けて放映されたカナダのアニメーション製作会社のネルバナとフランスのEllipseによる『タンタンの冒険』（Les Aventures de Tintin）において映像化された。
本作に登場したシルダビア語は、『スター・トレック』のクリンゴン語やJ・R・R・トールキンのエルフ語のように、シリーズのファンによって分析や文法整備がなされ、辞書などが作成された。